# Синевир (національний природний парк)
«Синеви́р» — національний природний парк в Українських Карпатах, у межах Хустського району Закарпатської області.
Із 13 липня 2017 року ділянки НПП «Синевир» Дарвайка, Квасовець, Стримба і Вільшани входять у світову спадщину ЮНЕСКО як один із масивів Букових пралісів Карпат та інших регіонів Європи.

## Основні дані
Площа 43 тис. га. У 1974 році було організовано ландшафтний заказник загальнодержавного значення «Синевирське озеро», а згодом — національний природний парк «Синевир», який було створено за рішенням уряду України в 1989 році.
Протяжність парку з півночі на південь — 30 км, ширина зі сходу на захід — до 20 км. Більшість території парку розташована в межах гірського масиву Внутрішні Горгани. Основні території Національного природного парку «Синевир» зайняті хвойними, здебільшого ялиновими лісами, але є тут і букові праліси, які мають статус Світової природної спадщини ЮНЕСКО.
На території парку розташовані такі природні об'єкти як: водно-болотне угіддя міжнародного значення озеро Синевир, верхове оліготрофне болото Глуханя та Замшатка, пам'ятка природи Озірце, водоспади Шипун і Кам'янецький, а також лісовий заказник «Кам'янка». Є й інші цікаві об'єкти: мінеральні джерела, пам'ятки дерев'яної архітектури, Музей Лісосплаву, Музей архітектури та побуту «Старе село», багато дерев'яних церков.
Флора: загальна кількість видів рослин, що росте на території парку, — 1726, із них 53 занесені в Червону книгу України.
Фауна: загальна кількість видів хребетних тварин, що мешкає на території парку, — 169, із них 43 занесені у Червону книгу України.
У 2011 р. на території Національного парку створено єдиний в Україні реабілітаційний центр для бурих ведмедів.
У північно-західній частині парку бере початок струмок Красний Звор, правий доплив Слободи. Територією парку тече річка Березовець, права притока Озерянки.

## Розширення
Згідно з Указом Президента України № 133/2019 площу НПП розширено на 377,8 га земель, що вилучаються в ДП «Міжгірське лісове господарство».

## Озеро Синевир
Синевирське озеро визнано водно-болотним угіддям міжнародного значення (Рамсарська конвенція) і є одним із семи природних чудес України. Воно належить до типу завальних. Утворилося близько 10—11 тисяч років тому внаслідок потужного зсуву корінних пісковиків, що зірвались з південного схилу гори Красної й перекрили прадавню долину Синевирського потоку.
Рівень води в озері змінюється в залежності від сезону: знижується взимку і підвищується навесні та влітку, відтак знов спадає восени. Амплітуда коливання рівня води в озері досягає 4,0—4,5 м, відповідно змінюється площа водного дзеркала від 4,45 до 7,58 га. Найбільша глибина від 19 до 23,5 м.
Проточність озера забезпечується Синевирським потоком, що витікає 350 м західніше озера з-під обвалу-зсуву на 60 м нижче рівня позначки його гребеня. Вода в Синевирському озері прісна. Її температура досить низька - улітку становить 10—15⁰С.
Поблизу гірської водойми періодично реєструють птахи, що занесені до Червоної книги України: лелека чорний, пугач, підорлик малий. Дане угіддя підтримує існування низки популяцій видів, що важливі для збереження біорізноманіття регіону, включаючи озерні, річкові, болотні та лісові екосистеми.
Поетично назване у народі Морським оком, озеро Синевир є справжньою перлиною Карпат. З висоти пташиного польоту воно нагадує око. Посередині острівець, як зіниця, а довге віття смерек — наче казкові вії.
Для туристів довкола озера Синевир прокладено екологічну стежку. Тут також розташовані мотель, ресторан, дитячий майданчик. Успішно розвивається кінний туризм.

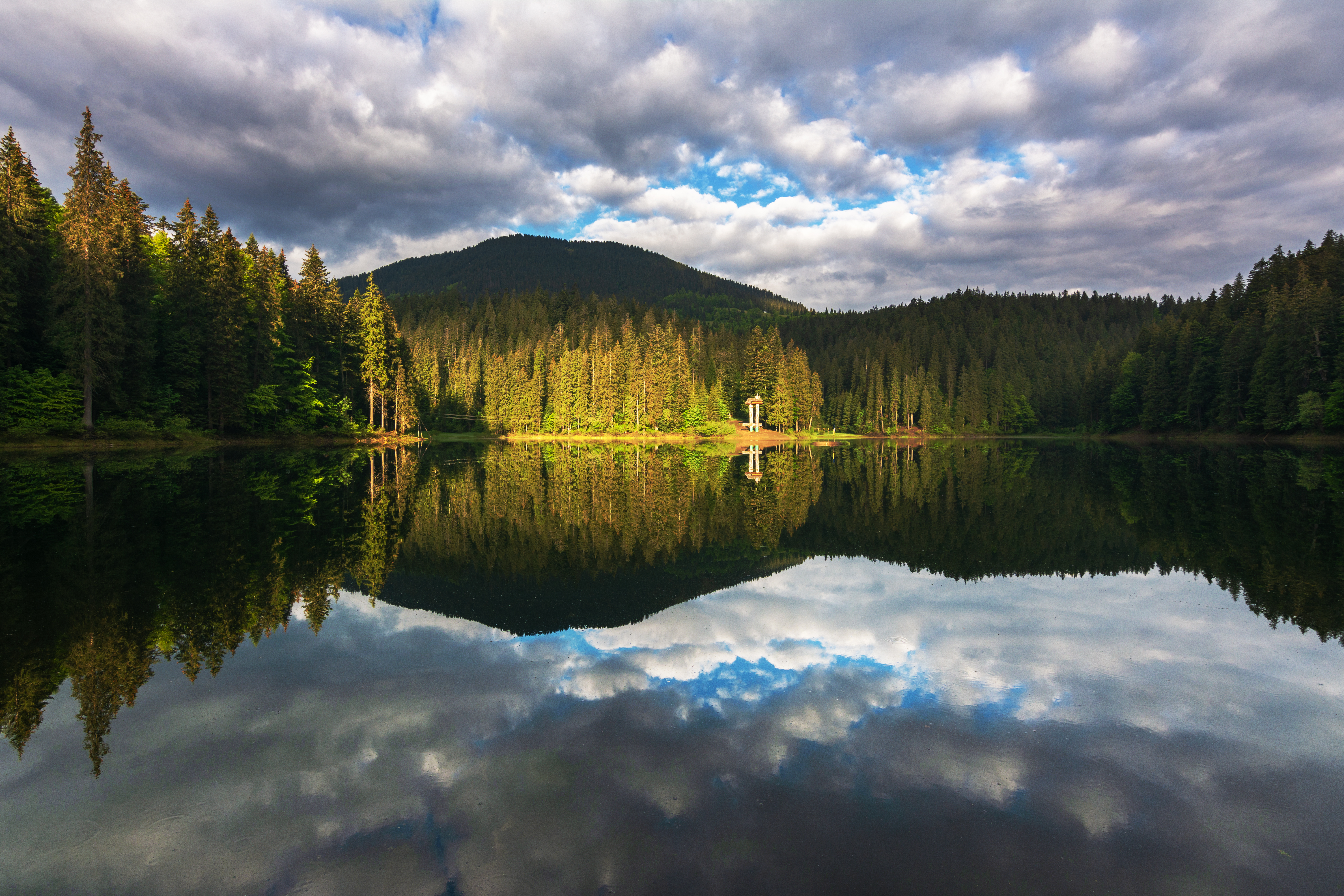
Ранкові промені на Синевирі
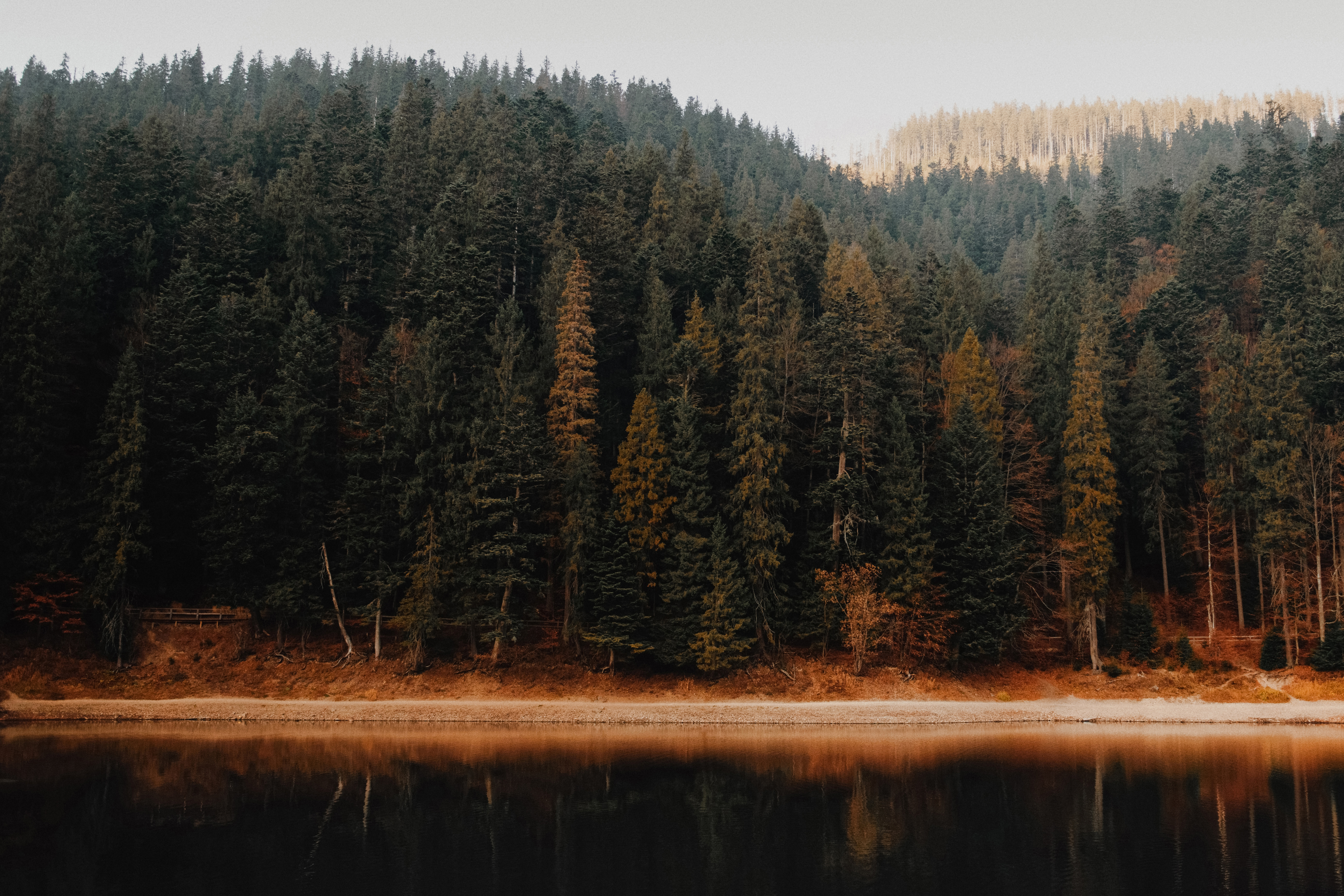
Панорама озера Синевир
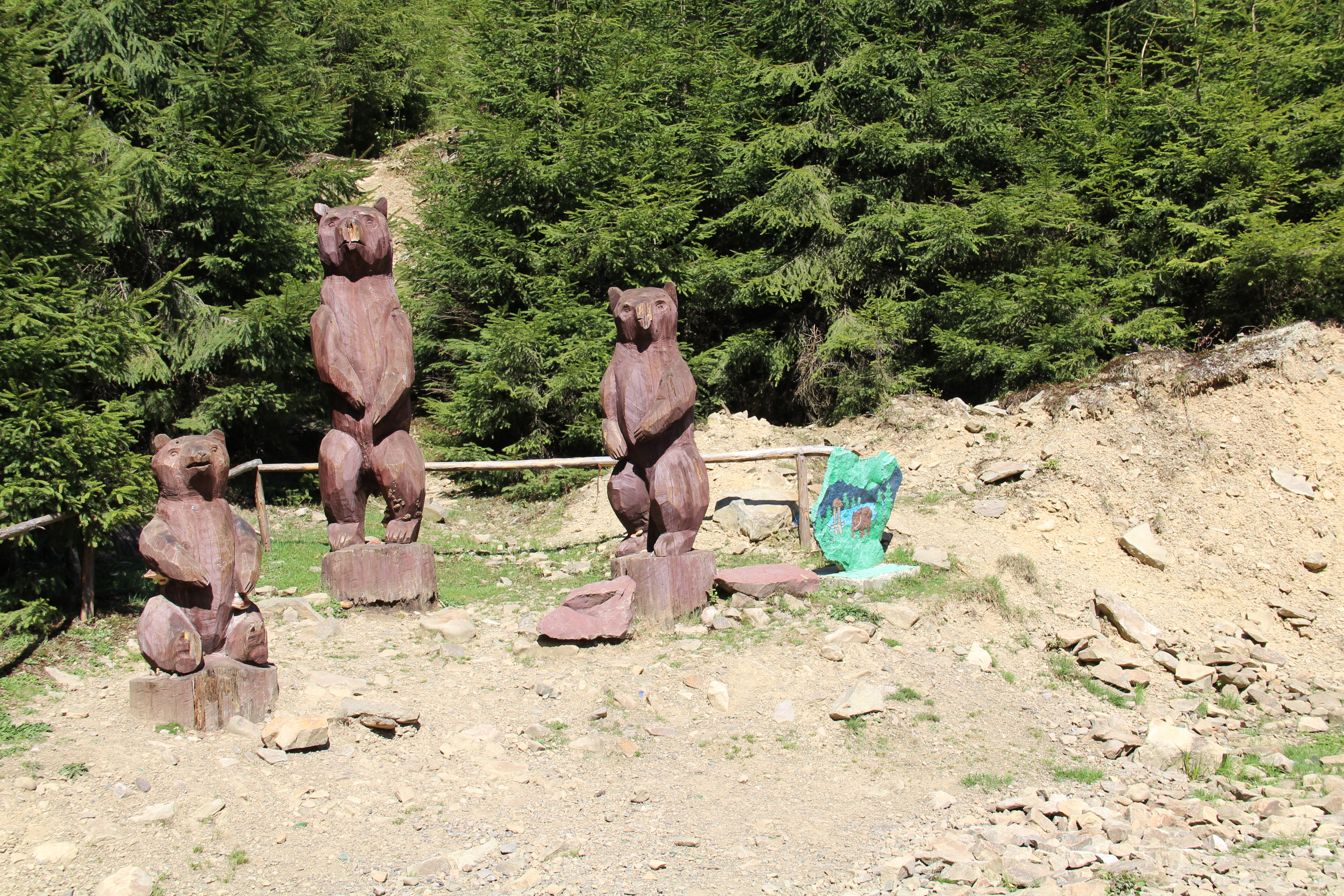
Дерев'яні скульптури при в'їзді до реабілітаційного центру
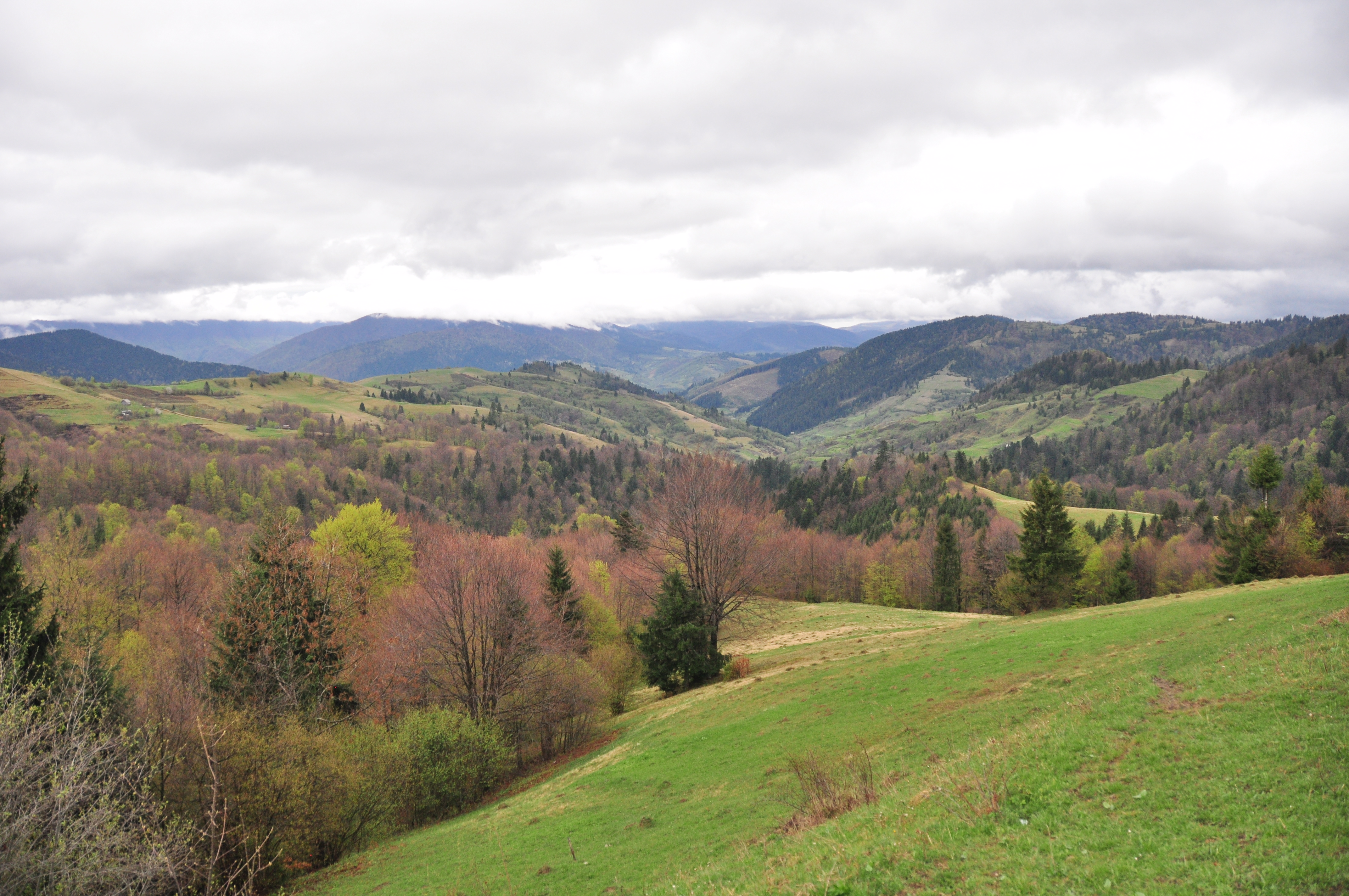
Краєвид із хребта на південний захід від с. Синевир
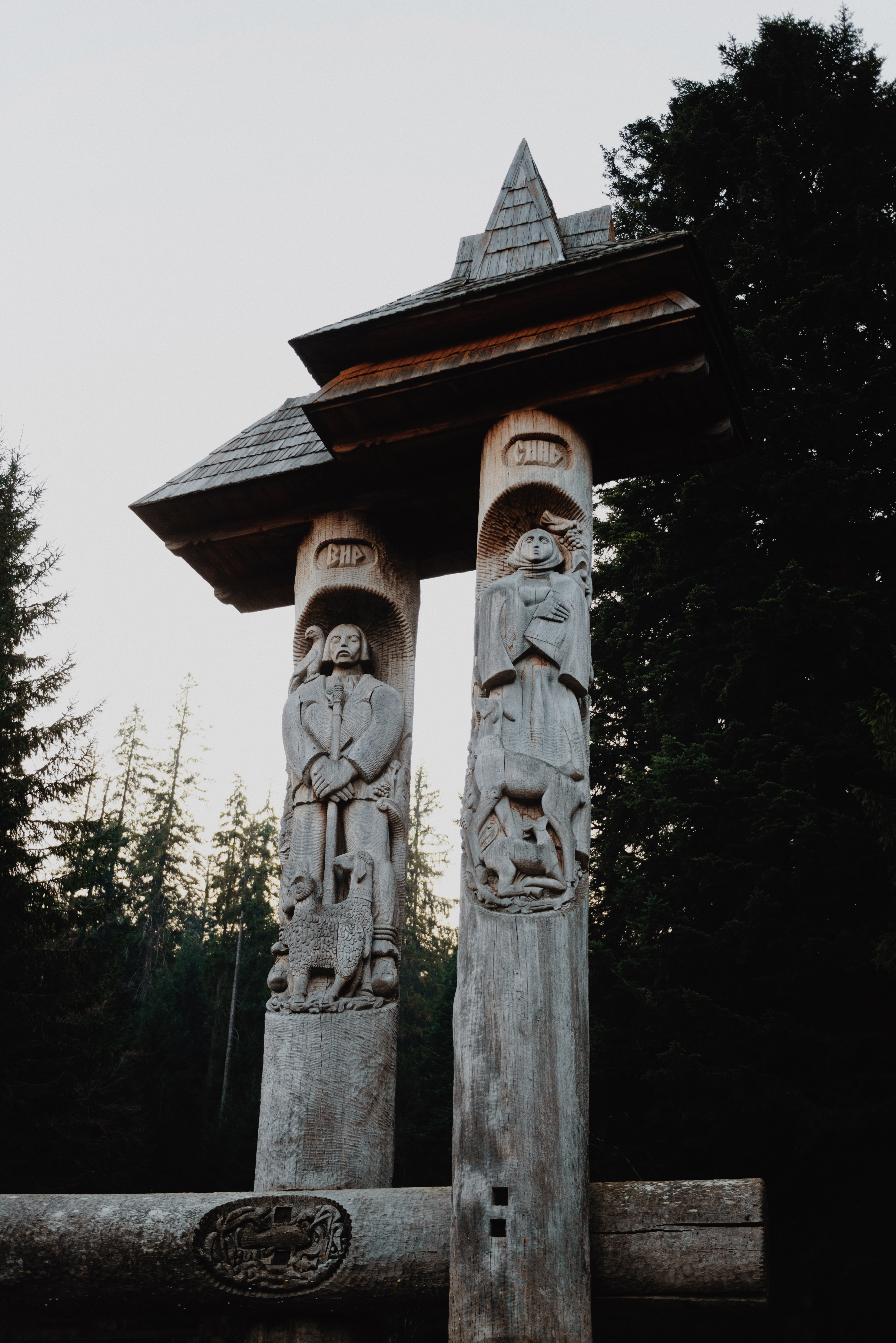
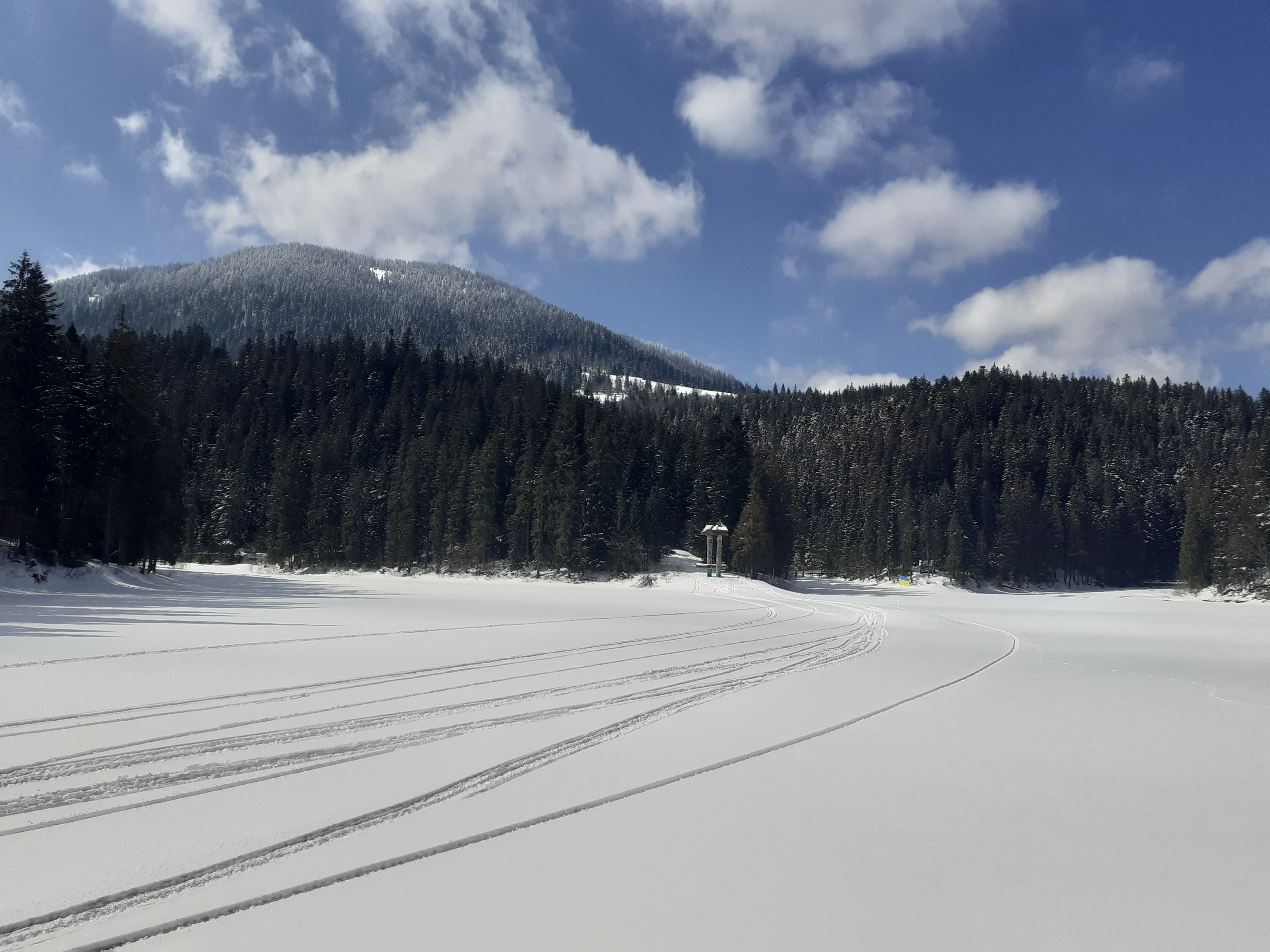
Синевир узимку
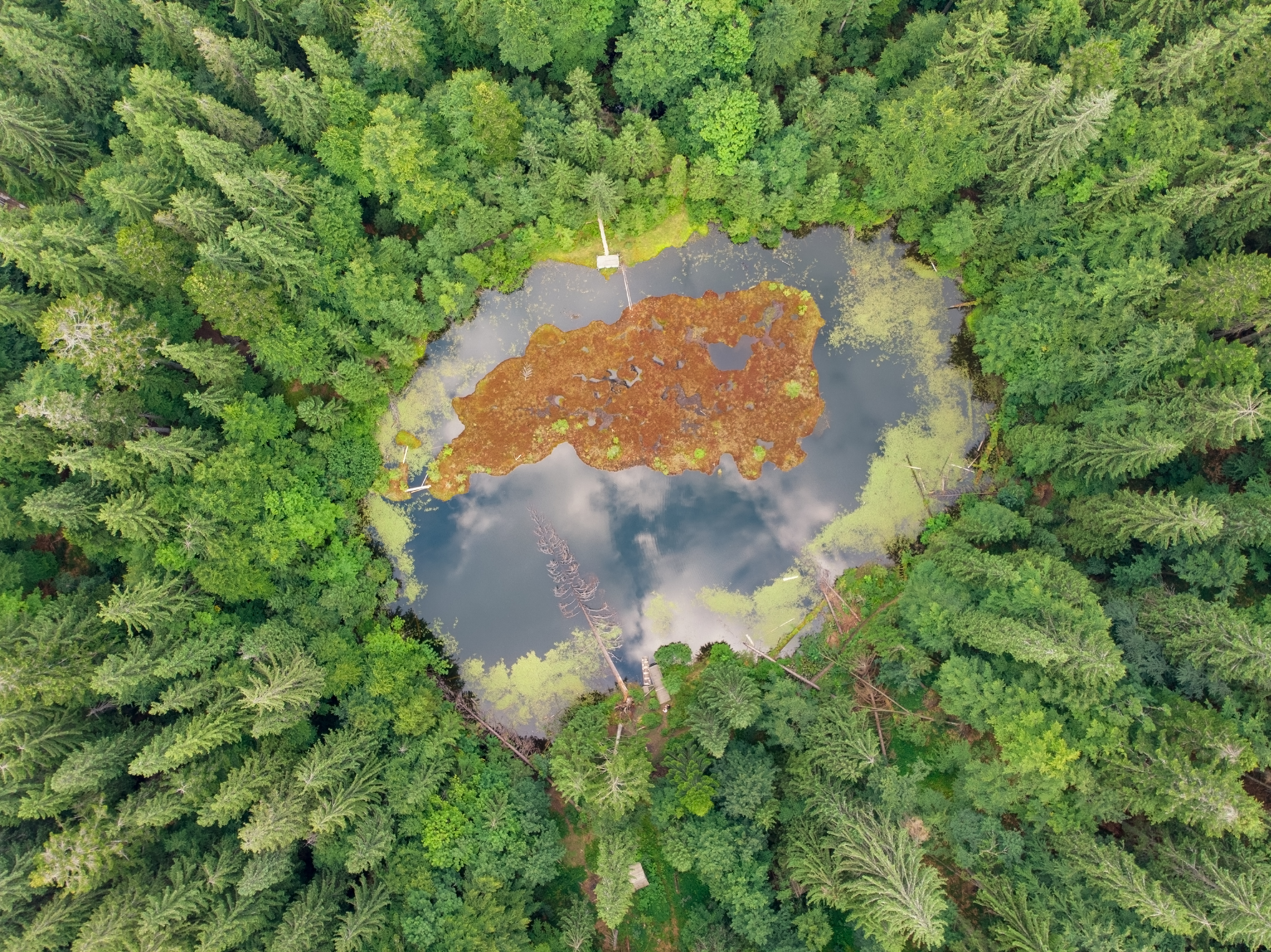
Дике озеро (Озірце)

## Реабілітаційний центр бурих ведмедів
Докладніше: Реабілітаційний центр бурого ведмедя
Реабілітаційний центр бурих ведмедів у НПП «Синевир» офіційно відкрили 13 грудня 2011 року. Його площа 12 га. Кошти на будівництво виділило Міністерство екології та природних ресурсів України. Тут проходять реабілітацію особини бурого ведмедя, які зазнали травм унаслідок жорстокого поводження чи утримання в неналежних умовах. Це єдиний центр реабілітації такого типу в Європі.
Вольєр реабілітаційного центру бурих ведмедів розташовано на ділянці лісу. У верхній його частині споруджено 6 кліток та 2 секції для утримання груп та поодиноких тварин різного віку, стану здоров'я, у яких є басейни та барлоги. Тут також зростають природні плантації чорниці, малини та ожини, які так полюбляють клишоногі. Територія реабілітаційного центру обгороджена металевою сіткою. Оскільки діяльність даного закладу передбачає відвідування туристів, при спорудженні огорожі особлива увага зверталася на її міцність і надійність. Для охорони й надійного утримання звірів по периметру огорожі встановлено систему електричного захисту.
Станом на 2019 рік у реабілітаційному центрі перебуває близько 30 особин бурого ведмедя.

## Дике озеро (Озірце)
Не менш привабливим є Дике озеро, що розташоване на схилі гори Ґропа. Площа Дикого озера — трохи більше ніж 1 гектар. А ось острівець — унікальний, бо він ніколи не занурюється в голубій чаші. Тут коливання рівня води не відбувається, як і не змінюється площа плеса за дощових опадів. Зате острів на плаву. Під його 4-метрову товщину можна зануритись.
Рослинний покрив безіменного острівця нагадує тундрову флору. Ростуть на ньому маленькі смерічки, а сам острів утворений буро-червоними сфагновими мохами, між якими росте журавлина дрібноплідна.
Дике озеро може слугувати еталоном перетворення озера у верхове болото. Що цікаво, заболочення відбувається не лише від периферії, але й від центру, де розташований острівець. Глибина озера сягає 8 м. Вода тут чиста, прозора. У ньому живе гольян. До Дикого озера прокладено екологічну стежку.

## Виноски
1. ↑  Букові ліси на Львівщині стали світовим надбанням ЮНЕСКО [Архівовано 16 липня 2017 у Wayback Machine.] tvoemisto.tv, 14.07.2017
2. ↑  УКАЗ ПРЕЗИДЕНТА УКРАЇНИ №133/2019. Офіційне інтернет-представництво Президента України (ua) . Архів оригіналу за 13 квітня 2019. Процитовано 13 квітня 2019.